# Mondiale Pro di sci di velocità
Il Mondiale Pro di sci di velocità (in francese: Pro Mondial de ski de vitesse) era un circuito professionistico di gare di sci di velocità organizzato da France Ski de vitesse (FSV) dal 1994 al 2006. Nato come circuito alternativo a quello FIS, includeva nel suo programma le piste più veloci al mondo senza limitazioni di velocità e molti record mondiali di quegli anni si sono registrati nell'ambito di questi eventi.
Il circuito si svolgeva generalmente con una gara sulla pista di Les Arcs o Vars e occasionalmente altre tappe quali Hundfjället, Aspen o Verbier. Al termine della stagione veniva stilata una classifica che decretava il campione del tour.
A partire dalla stagione 2000 ripresero i contatti per cercare di unire il circuito con quello della coppa del mondo FIS e le tappe presenti in calendario diminuirono drasticamente, trasformando sempre di più il circuito in un evento alla caccia del record. Dal 2007 le gare rimaste in calendario si unirono per formare un circuito di nome Speed Masters, con il preciso scopo di raggruppare le piste più veloci del pianeta.

## Punteggio
Nel corso degli anni i sistemi di punteggio sono cambiati più volte. Il regolamento in vigore nell'ultima stagione prevedeva che al termine di ogni gara ai primi 25 classificati veniva assegnato un punteggio in base alla posizione in classifica secondo la seguente tabella.
| Posizione | Punteggio |
| --------- | --------- |
| 1°        | 40        |
| 2°        | 34        |
| 3°        | 29        |
| 4°        | 25        |
| 5°        | 22        |
| 6°        | 20        |
| 7°        | 19        |
| 8°        | 18        |
| 9°        | 17        |
| 10°       | 16        |
| 11°       | 15        |
| 12°       | 14        |
| 13°       | 13        |
| 14°       | 12        |
| 15°       | 11        |
| 16°       | 10        |
| 17°       | 9         |
| 18°       | 8         |
| 19°       | 7         |
| 20°       | 6         |
| 21°       | 5         |
| 22°       | 4         |
| 23°       | 3         |
| 24°       | 2         |
| 25°       | 1         |

## Albo d'Oro
In grassetto sono indicati i record del mondo.

### Uomini
| Anno | Tappa       | Vincitore                       | Secondo            | Terzo              | Campione                      |
| ---- | ----------- | ------------------------------- | ------------------ | ------------------ | ----------------------------- |
| 2006 | Les Arcs    | Simone Origone                  | Ivan Origone       | Jonathan Moret     | Simone Origone                |
| 2006 | Verbier     | Simone Origone                  | John Hembel        | Jonathan Moret     | Simone Origone                |
| 2005 | Les Arcs    | Jukka Viitasaari                | Philippe May       | Simone Origone     | Jukka Viitasaari              |
| 2005 | Verbier     | Gara cancellata                 | Gara cancellata    | Gara cancellata    | Jukka Viitasaari              |
| 2004 | Les Arcs    | Jonathan Moret                  | Philippe May       | Simone Origone     | Simone Origone                |
| 2004 | Vars        | Simone Origone                  | Philippe May       | Jukka Viitasaari   | Simone Origone                |
| 2004 | Verbier     | Gara cancellata                 | Gara cancellata    | Gara cancellata    | Simone Origone                |
| 2003 | Les Arcs    | John Hembel                     | Meryn Vunderink    | Martin Lachaud     | Martin Lachaud                |
| 2003 | Vars        | Philippe Billy                  | Jay Sandelin       | Martin Lachaud     | Martin Lachaud                |
| 2002 | Les Arcs    | Philippe Goitschel              | Laurent Sistach    | Johan Rousseau     | Philippe Goitschel            |
| 2001 | Les Arcs    | Laurent Sistach                 | Ross Anderson      | Martin Lachaud     | Laurent Sistach               |
| 2001 | Aspen       | Gara cancellata                 | Gara cancellata    | Gara cancellata    | Laurent Sistach               |
| 2000 | Les Arcs    | Philippe Goitschel              | Serge Perroud      | Jyrki Jokipii      | Philippe Goitschel            |
| 2000 | Aspen       | Gara cancellata                 | Gara cancellata    | Gara cancellata    | Philippe Goitschel            |
| 1999 | Hundfjället | Philippe Goitschel              | Jeffrey Hamilton   | Jyrki Jokipii      | Jeffrey Hamilton              |
| 1999 | Les Arcs    | Harry Egger                     | Philippe Goitschel | Laurent Sistach    | Jeffrey Hamilton              |
| 1999 | Vars        | Jeffrey Hamilton                | Laurent Sistach    | Pup Rupprescht     | Jeffrey Hamilton              |
| 1999 | Aspen       | Dale Womack                     | Pup Rupprescht     | Johan Rousseau     | Jeffrey Hamilton              |
| 1998 | Hundfjället | Jeffrey Hamilton                | Jukka Viitasaari   | Marten Skyer       | Jeffrey Hamilton              |
| 1998 | Les Arcs    | Philippe Billy                  | Jeffrey Hamilton   | Eric Bianco        | Jeffrey Hamilton              |
| 1998 | Vars        | Jeffrey Hamilton                | Philippe Goitschel | Harry Egger        | Jeffrey Hamilton              |
| 1997 | Hundfjället | Jeffrey Hamilton                | Harry Egger        | Jyrki Jokipii      | Jeffrey Hamilton              |
| 1997 | Les Arcs    | Jeffrey Hamilton                | Philippe Billy     | Kusumi Kazunaga    | Jeffrey Hamilton              |
| 1997 | Vars        | Philippe Billy                  | Jeffrey Hamilton   | Harry Egger        | Jeffrey Hamilton              |
| 1996 | Les Arcs    | Adi Dunser                      | Markku Tammela     | Jouni Ojala        | Philippe Billy Markku Tammela |
| 1996 | Vars        | Philippe Billy Jeffrey Hamilton | Markku Tammela     | Harry Egger        | Philippe Billy Markku Tammela |
| 1995 | Vars        | Jeffrey Hamilton                | Jouni Ojala        | Philippe Billy     | Jeffrey Hamilton              |
| 1995 | Vars        | Jeffrey Hamilton                | Kari Hirvimaki     | Nicolas Bollon     | Jeffrey Hamilton              |
| 1994 | Les Arcs    | Harry Egger                     | Bengt Johnson      | Jeffrey Hamilton   |                               |
| 1994 | Vars        | Philippe Billy                  | Jim Morgan         | Philippe Goitschel |                               |

### Donne
| Anno | Tappa       | Vincitore        | Secondo          | Terzo           | Campione         |
| ---- | ----------- | ---------------- | ---------------- | --------------- | ---------------- |
| 2006 | Les Arcs    | Sanna Tidstrand  | Tracie Sachs     | Elena Banfo     | Sanna Tidstrand  |
| 2006 | Verbier     | Sanna Tidstrand  | Elena Banfo      | Kaori Yamazaki  | Sanna Tidstrand  |
| 2005 | Les Arcs    | Sanna Tidstrand  | Elena Banfo      | Kati Metsäpelto | Sanna Tidstrand  |
| 2005 | Verbier     | Gara cancellata  | Gara cancellata  | Gara cancellata | Sanna Tidstrand  |
| 2004 | Les Arcs    | Tracie Sachs     | Sanna Tidstrand  | Elena Banfo     | Tracie Sachs     |
| 2004 | Vars        | Sanna Tidstrand  | Tracie Sachs     | Elena Banfo     | Tracie Sachs     |
| 2004 | Verbier     | Gara cancellata  | Gara cancellata  | Gara cancellata | Tracie Sachs     |
| 2003 | Les Arcs    | Sanna Tidstrand  | Kati Metsäpelto  | Tracie Sachs    | Kati Metsäpelto  |
| 2003 | Vars        | Kati Metsäpelto  | Elena Banfo      | Serenity Currie | Kati Metsäpelto  |
| 2002 | Les Arcs    | Karine Dubouchet | Jaana Viitasaari | Tracie Sachs    | Karine Dubouchet |
| 2001 | Les Arcs    | Karine Dubouchet | Jaana Viitasaari | Tracie Sachs    | Karine Dubouchet |
| 2001 | Aspen       | Gara cancellata  | Gara cancellata  | Gara cancellata | Karine Dubouchet |
| 2000 | Les Arcs    | Karine Dubouchet | Carolyn Curl     | Tracie Sachs    | Karine Dubouchet |
| 2000 | Aspen       | Gara cancellata  | Gara cancellata  | Gara cancellata | Karine Dubouchet |
| 1999 | Hundfjället | Carolyn Curl     | Karine Dubouchet | Tracie Sachs    | Karine Dubouchet |
| 1999 | Les Arcs    | Karine Dubouchet | Laurence Leuba   | Carolyn Curl    | Karine Dubouchet |
| 1999 | Vars        | Karine Dubouchet | Carolyn Curl     | Kaori Tamura    | Karine Dubouchet |
| 1999 | Aspen       | Karine Dubouchet | Carolyn Curl     | Tracie Sachs    | Karine Dubouchet |
| 1998 | Hundfjället | Karine Dubouchet | Carolyn Curl     | Asa Orjasether  | Karine Dubouchet |
| 1998 | Les Arcs    | Laurence Leuba   | Karine Dubouchet | Carolyn Curl    | Karine Dubouchet |
| 1998 | Vars        | Karine Dubouchet | Carolyn Curl     | Laurence Leuba  | Karine Dubouchet |
| 1997 | Hundfjället | Karine Dubouchet | Lizzie Pettersen | Kati Metsäpelto | Karine Dubouchet |
| 1997 | Les Arcs    | Carolyn Curl     | Karine Dubouchet | Régine Bianco   | Karine Dubouchet |
| 1997 | Vars        | Carolyn Curl     | Karine Dubouchet | Régine Bianco   | Karine Dubouchet |
| 1996 | Les Arcs    | Karine Dubouchet | Carolyn Curl     | Régine Bianco   | Karine Dubouchet |
| 1996 | Vars        | Karine Dubouchet | Carolyn Curl     | Ulla Riihimäki  | Karine Dubouchet |
| 1995 | Vars        |                  |                  |                 |                  |
| 1995 | Vars        |                  |                  |                 |                  |
| 1994 | Les Arcs    | Karine Dubouchet | Aleisha Cline    | Carolyn Curl    |                  |
| 1994 | Vars        |                  |                  |                 |                  |